# FC Dornbreite
Der Fußball-Club Dornbreite Lübeck von 1958 e. V., kurz FC Dornbreite, ist ein Fußballverein aus Lübeck, der innerhalb des Stadtteils St. Lorenz Nord im Bezirk Dornbreite beheimatet ist. Die erste Mannschaft spielte von 2012 bis 2015, von 2017 bis 2018 und seit 2020 in der Oberliga Schleswig-Holstein, der höchsten Amateurliga von Schleswig-Holstein.

## Geschichte
Der Verein wurde im Jahre 1958 gegründet. Die erste Mannschaft stieg im Jahre 1973 erstmals in die Bezirksliga Süd auf und wurde auf Anhieb Vizemeister hinter dem NTSV Strand 08. Im Jahre 1977 stieg die Mannschaft in die Verbandsliga Süd auf, nachdem sich die Lübecker in einer Aufstiegsrunde durchsetzen konnten. Ein Jahr später gelang der Durchmarsch in die Landesliga Schleswig-Holstein, seinerzeit die höchste Spielklasse in Schleswig-Holstein. Nachdem der Klassenerhalt verfehlt wurde rutschte der Verein nach drei Abstiegen in Folge in die Kreisliga hinab.
Im Jahre 1984 gehörte der FC Dornbreite zu den Gründungsmitgliedern der Bezirksklasse und schaffte auf Anhieb den Aufstieg. 1989 folgte die Rückkehr in die mittlerweile Landesliga genannte zweithöchste Spielklasse des Landes. Nach dem Abstieg zwei Jahre später gelang 1994 der Wiederaufstieg. Im Jahre 1999 stieg der FC Dornbreite in die Verbandsliga Schleswig-Holstein auf, verpasste aber erneut den Klassenerhalt. Es folgten mehrere Jahre in der Bezirksoberliga Süd, wo die Mannschaft im Jahre 2004 in der Aufstiegsrunde scheiterte.
Zwei Jahre später gelang der Aufstieg in die Verbandsliga. Aus dieser stieg der FC Dornbreite im Jahre 2008 als Tabellenletzter wieder ab und spielte nach einer Ligenreform in der Verbandsliga Süd-Ost weiter. Nach der Meisterschaft im Jahre 2012 gelang dem Verein zum dritten Mal der Aufstieg in die höchste Spielklasse des Landes. Die folgende Saison 2012/13 in der Schleswig-Holstein-Liga schloss der FC Dornbreite als 9. Platz ab und sicherte somit den Klassenverbleib. Zwei Jahre später stieg der FC Dornbreite ab und schaffte 2017 den Wiederaufstieg, musste aber direkt wieder absteigen.
Der 2. Mannschaft des FC Dornbreite gelang in der Saison 2012/13 die Meisterschaft in der Kreisliga Lübeck, sodass sie die kommende Saison erstmals in der Verbandsliga Süd-Ost bestreiten wird.
Die A-Jugend des FC Dornbreite gewann im Jahre 1972 die Landesmeisterschaft und qualifizierte sich für die deutsche Meisterschaft, wo man in der ersten Runde am FV Lörrach scheiterte. Mit Dennis Kruppke brachte der FC Dornbreite einen Bundesligaspieler hervor.